# شهرستان ساندوسکای (اوهایو)
شهرستان ساندوسکای، اوهایو (به انگلیسی: Sandusky County, Ohio) یک سکونتگاه مسکونی در ایالات متحده آمریکا است که در اوهایو واقع شده‌است.